# Friends Trip
Friends Trip est une émission de téléréalité française produite par Alexandre Dos Santos, Jérémy Michalak et Thibaut Valès, diffusée depuis le 29 septembre 2014 sur NRJ 12. La musique du générique, Friends Trip, est interprétée par Gilles Luka, qui est également l'auteur de celle du générique des Anges. Le concept de ce programme se base sur une compétition entre équipes de trois membres chacune qui, lors d'un road trip dans un pays étranger, doivent passer les épreuves physiques et mentales pour rester en compétition et ainsi espérer remporter la cagnotte dont le montant varie selon les réussites et les échecs aux différents défis.
L'émission compte quatre saisons. La première a été diffusée du 29 septembre 2014 au 28 novembre 2014, la deuxième du 4 janvier 2016 au 19 février 2016, la troisième du 24 octobre 2016 au 16 décembre 2016 et la quatrième du 8 janvier 2018 au 23 février 2018.

## Saison 1
La première saison de Friends Trip, intitulée Friends Trip : Qui sera le meilleur ami ?, est une émission de téléréalité française diffusée sur NRJ 12. Elle a été diffusée du lundi au vendredi en avant-soirée, à partir de 17 h 45 du 29 septembre 2014 au 14 novembre 2014 et à partir de 18 h 20 du 17 novembre 2014 au 28 novembre 2014. Mike Tyson, ancien boxeur américain, est le parrain de cette saison.
Le Road Trip
Les cinq étapes de l'aventure se sont effectuées en Californie. Le départ a été donné à Los Angeles, puis le voyage s'est poursuivi à San Diego, à Las Vegas, à Oakhurst, pour se terminer à San Francisco.
L'élection du meilleur ami
La finale s'est déroulée pendant le 45e épisode. Elle a été diffusée en direct le 28 novembre 2014 et était présentée par Matthieu Delormeau. Tout d'abord, chaque candidat a dû voter pour une personne de chaque équipe. Les élus étaient nommés finalistes. Ensuite, les huit candidats restants ont voté pour le finaliste qu'ils voulaient voir gagner. Ainsi, les quatre finalistes étaient Chloé (#TeamBlondes), Lucien (#TeamMars), Clémence (#TeamGirlz) et Jordan (#TeamBoGoss). C'est finalement Clémence qui a remporté cette première saison de Friends Trip au titre de meilleure amie de l'aventure Friends Trip. Elle a remporté 28 400 €.

## Saison 2
La deuxième saison de Friends Trip a été diffusée sur NRJ 12 du lundi au vendredi en avant-soirée. La première semaine, du 4 janvier 2016 au 8 janvier 2016, deux épisodes inédits étaient diffusés à partir de 17 h 25. Les semaines suivantes, un épisode inédit était diffusé à partir de 18 h 10. La saison s'est finalement achevée le 19 février 2016 par la finale présentée par Anne-Gaëlle Riccio, Capucine Anav et Benoît Dubois.
Le Road Trip
Le principe du road trip est identique à celui de la première saison : les quatre équipes s’affrontent tout le long du voyage aux États-Unis, divisé en différentes étapes. À chaque étape, les candidats doivent effectuer des épreuves pour augmenter la cagnotte finale et peuvent également participer aux différentes activités proposées. Cette saison, le road trip s'est effectué en Floride et était divisé en quatre étapes : le départ a été donné à Miami, puis le voyage s'est poursuivi à Fort Lauderdale, suivi par l'archipel des Keys, et s'est terminé aux Bahamas.
L'élection du meilleur ami
Avant d'élire définitivement le meilleur ami de Friends Trip 2, les candidats ont dû désigner un meilleur ami provisoire afin de se situer quant au vote final. La première élection a eu lieu en semaine 4, et c'est Romain de la #TeamAmélie qui l'a remportée avec neuf voix. Il a ainsi obtenu une immunité pour son équipe.  
L'élection du meilleur ami s'est déroulée en direct et était présentée par Anne-Gaëlle Riccio, accompagnée de Capucine Anav et de Benoît Dubois. À la suite de la dernière épreuve, Mallory, Amélie, Julien, Vanessa et Julia se sont qualifiés pour l'élection. C'est finalement Mallory de la #TeamNicolas qui a été élue meilleure amie de Friends Trip 2. La cagnotte, initialement élevée à 19 000 euros, a été doublée grâce aux nombreux Tweets du public. Mallory a ainsi remporté la somme de 38 000 euros qu'elle a partagé avec ses équipiers et Raphaël.
Participants
Cette année, chaque équipe est composée d'un candidat ayant déjà participé à un programme de téléréalité auparavant et de deux de ses meilleurs amis. Sur la ligne de départ s'affrontent ainsi la #TeamJulia, composée de Julia Paredes (Friends Trip 1) et de ses amies Oksana et Cindy, la #TeamRaphaël, qui comprend Raphaël Pépin (Les Anges 7) et ses amis Olivia et Valentin, la #TeamNadège, formée par Nadège Lacroix (Secret Story 6) et ses amies Tabatha et Marine, la #TeamRicardo, qui comporte Ricardo Pinto (Friends Trip 1) et ses amis Émilie Amar et Clément Roblin, et la #TeamNicolas, qui compte Nicolas Nomal (Secret Story 9) et ses amis Joya et Mallory Mercier.
Pour pallier le départ de la #TeamOutsider, la #TeamCapitaine, composée des capitaines des trois premières équipes éliminées, qui sont Julia, Raphaël et Nadège, intègre la dernière semaine d'aventure.
Réception
Après un début un peu bas avec seulement 152 000 téléspectateurs, soit 1,3 % des parts de marché sur les quatre ans et plus, pour le premier épisode, Friends Trip 2 voit ses audiences augmenter au fur et à mesure de sa diffusion. Ainsi, le dixième épisode a réuni 338 000 téléspectateurs, soit 2,3 % des PDM. Les audiences ont donc quasiment doublé entre le début et la fin de la première semaine. Le 1er février 2016, Friends Trip 2 a réalisé le record d'audience de l'émission toutes saisons confondues en réunissant 451 000 téléspectateurs, soit 3 % des PDM. Lors de la finale de l'émission, le 19 février 2016, NRJ 12 a réalisé un nouveau record d'audience avec 468 000 téléspectateurs.

## Saison 3
La troisième saison de Friends Trip est une émission de téléréalité française diffusée sur NRJ 12 en 2016. Confirmée en avril 2016, elle était diffusée du lundi au vendredi en avant-soirée, du 24 octobre 2016 au 16 décembre 2016, à 18 h 15.
Le Road Trip
Le principe du road trip est identique à celui des saisons précédentes : les équipes s’affrontent tout le long du voyage au Canada, divisé en différentes étapes. À chaque étape, les candidats doivent effectuer des épreuves pour augmenter la cagnotte finale et peuvent également participer aux différentes activités et sorties proposées. Cette saison, le road trip est divisé en quatre étapes : le départ a été donné à Ottawa, puis le voyage s'est poursuivi à Montréal, suivi de Québec, pour se terminer à Mont-Tremblant.
Participants
Les candidats sont répartis par équipe de trois membres chacune. Ainsi, sur la ligne de départ, s'affrontent la #TeamCh'tis, composée de trois membres qui ont participé à l'émission Les Ch'tis dans la Jet Set, à savoir Sophie, Geoffrey et Jérémy, la #TeamPrinces, dont les membres sont issus de l'émission Les Princes de l'amour 3, qui sont Geoffrey Bouin et Olivia, ainsi qu'Émilia Cheranti de Les Princes de l'amour 1, la #TeamFriendsTrip, constituée de participants de la saison 2 de Friends Trip, à savoir Mallory Mercier, Clément Roblin et Émilie Amar, et la #TeamWafa, réunissant Wafa Imjad (Koh-Lanta 10) et les jumeaux Melih et Semih Dumbar (Les Anges Gardiens).
De plus, d'autres équipes ont intégré l'aventure pour remplacer celles sortantes. Ainsi, les #TeamSecret et #TeamCoralie, composées respectivement du couple Xavier Delarue et Tatiana Laurens (Secret Story 1) et de Julie Riccie (Secret Story 4) pour l'une et de Coralie Porrovecchio (Les Anges 8), Romina Sanchez et Caroline Van Hoye (Les Vacances des Anges 1) pour l'autre, ont succédé aux #TeamCh'tis et #TeamPrinces. La #TeamEddy, qui comprend Eddy Lhammi (Friends Trip 1), Yoann Del Heyos (L'Île des vérités 4) et Jo, et la #TeamMiss, dont les membres ont participé aux élections de Miss, à savoir Margot Julien, première Dauphine au concours Miss Prestige en 2015, Pauline Thuilliez, deuxième Dauphine Miss Nationale en 2015 et Florence, élue Miss Provence en 2014, sont venues remplacer les #TeamSecret et #TeamWafa,.
Réception
Le premier épisode de Friends Trip 3 a attiré 162 000 téléspectateurs. L'épisode du 2 novembre 2016 a permis à NRJ 12 de faire un premier record d'audience en réunissant 239 000 téléspectateurs.

## Saison 4
La quatrième saison de Friends Trip, intitulée Friends Trip Bali, est une émission de téléréalité française diffusée sur NRJ 12 du 8 janvier 2018 au 23 février 2018.
La finale de Friends Trip 4, présentée par Ayem Nour et l'arbitre Benjamin Machet, s'est déroulée le 23 février 2018 sur NRJ 12. Les noms des quatre finalistes ont ainsi été révélés : Vincent, Sarah, Corentin et Adrien. À l'issue de cette annonce, les téléspectateurs avaient quelques jours pour voter pour le candidat qu'ils voulaient voir remporter la saison. Le nom du gagnant a finalement été annoncé le 26 février 2018 : c'est Corentin, membre de l'équipe jaune, qui a été élu par les internautes et a remporté la somme de 20 000 €.
Participants
Les participants sont tous issus de programmes de téléréalité diffusés auparavant, à l'exception de Laura Brisset, une jeune maman de vingt-trois ans, et de Corinne Dubois, la mère de Benoît. Ainsi, douze candidats forment le groupe de départ, rejoints par neuf autres en cours d'aventure, portant alors le nombre de participants total à vingt-et-un.
Les candidats, bien que venus individuellement dans l'aventure, sont répartis par équipe de trois membres chacune. Ainsi, l'équipe jaune est composée de Coralie Delmarcelle (Les Anges 7), Dominique Damien-Réhel (Génération Mannequin) et Corentin Albertini (Koh-Lanta Cambodge), l'équipe bleue de Sarah Martins (The Game of Love), Vincent Queijo (Les Anges 7 & 9) et Astrid Nelsia (Les Vacances des Anges 2), l'équipe rouge de Laura Brisset, Amélie Neten (Les Anges 1, 2, 4, 5, 6 & 7) et Quentin Garcia (10 couples parfaits 1), et l'équipe noire d'Adrien Laurent (Les Princes de l'amour 4), Claire Tomek (10 couples parfaits 1) et Tom Diversy (10 couples parfaits 1).
Au fur et à mesure de l'avancement du jeu, de nouveaux candidats intègrent les équipes déjà formées pour remplacer ceux qui ont été éliminés. Ainsi, Florian Roche (La Villa des cœurs brisés 2) vient remplacer Quentin dans l'équipe rouge, Elsa Dasc (Les Princes de l'amour 4) devient la nouvelle capitaine de l'équipe jaune à la suite de l'élimination de Coralie, Charles Theyssier (Secret Story 11) et Mathilde Torné (Ninja Warrior 2) intègrent respectivement les équipes rouge et noire pour remplacer Laura et Claire, Thomas Adamandopoulos (Les Anges 9) succède Dominique de l'équipe jaune, Julie Robert (Secret Story 11) relaie Mathilde après son départ de l'équipe noire et enfin, Benoît Dubois (Le Mad Mag), Corinne Dubois et Charlotte Lacourbe (Les Marseillais à Rio) forment la nouvelle équipe rouge qui a été dissoute après l'élimination de l'équipe précédente entière. Enfin, Amélie est revenue dans l'aventure dans l'équipe jaune à la suite de l'abandon d'Elsa et Dominique a réintégré l'aventure au sein de l'équipe rouge la dernière semaine pour succéder Charlotte.

## Audiences
| Saison | Période                              | Nombre de téléspectateurs | Nombre de téléspectateurs | Nombre de téléspectateurs |
| Saison | Période                              | Lancement                 | Fin                       | Moyenne                   |
| ------ | ------------------------------------ | ------------------------- | ------------------------- | ------------------------- |
| 1      | 29 septembre 2014 – 28 novembre 2014 | 311 000 (3 %)             | NC                        | NC                        |
| 2      | 4 janvier 2016 – 19 février 2016     | 152 000 (1,3 %)           | 491 000 (3,5 %)           | 410 000                   |
| 3      | 24 octobre 2016 – 16 décembre 2016   | 162 000 (1,1 %)           | 152 000 (1 %)             | 185 650                   |
| 4      | 8 janvier 2018 – 23 février 2018     | 167 000 (1,1 %)           | 307 000 (2 %)             | NC                        |